# Kurt Hensel

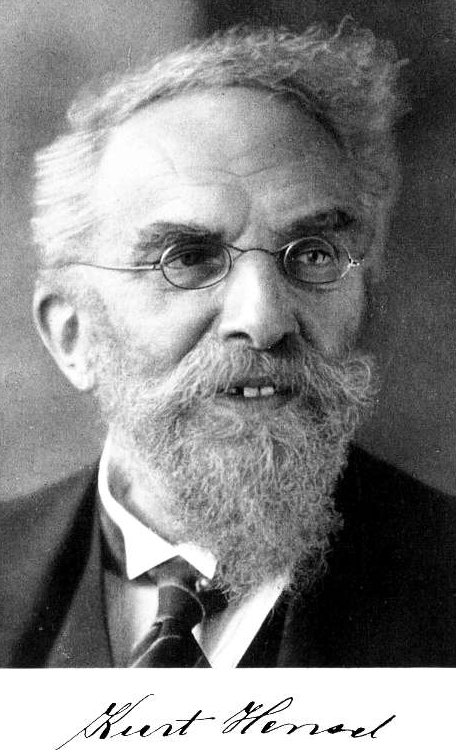
Kurt Hensel

Kurt Hensel (Koningsbergen, 29 december 1861 - Marburg, 1 juni 1941) was een Duits wiskundige. Hij voerde het concept van de p-adische getallen in de getaltheorie in.

## Biografie
Kurt Hensel was het vierde kind van de Oost-Pruisische grondbezitter Sebastian Hensel en zijn vrouw Julie. Zijn grootouders van vaderskant waren de componiste Fanny Hensel en de kunstschilder Wilhelm Hensel uit Berlijn. Via zijn grootmoeder was Hensel met de familie Mendelssohn verwant, hij was de neef van Rebecka, Paul en Felix Mendelssohn Bartholdy en achterkleinkind van Moses Mendelssohn. Zijn kindertijd bracht Hensel door op het ouderlijk landgoed in de buurt van Königsberg. Toen hij negen jaar was, verhuisde de familie naar Berlijn, waar zijn vader directeur bij een bouwbedrijf werd.
Na het Berlijnse Friedrich-Wilhelm Gymnasium succesvol afgesloten te hebben, studeerde hij de eerste drie semesters afwisselend aan de Universiteiten van Bonn en de Berlin, daarna bleef hij voor de rest van zijn studie in Berlijn. Hij studeerde daar bij Leopold Kronecker, waar hij in 1884 promoveerde met een werk over Arithmetische Untersuchungen über Diskriminanten und ihre außerwesentlichen Teiler. Na zijn promotie diende hij eerst een jaar als vrijwilliger in het leger, om in 1886 - wederom bij Kronecker - te habiliteren. Daarna was hij privaatdocent in Berlijn, werd daar tot buitengewone professor benoemd en kreeg in 1901 uiteindelijk zijn eigen leerstoel aan de Universiteit van Marburg. Ondanks meerdere aanbiedingen bleef hij vervolgens tot zijn dood in Marburg.
Een half jaar na zijn habilitatie is Hensel in het huwelijk getreden met Gertrud Hahn. Zij kregen vier dochters en een zoon, de latere jurist Albert Hensel.
Kurt Hensel ging in 1930 met emeritaat. Na nog enige tijd actief te zijn geweest aan de universiteit leefde hij de laatste jaren een teruggetrokken leven. Hij stierf op 1 juni 1941 aan een hartinfarct.

## Werk
Van 1884 tot 1937 publiceerde Hensel 78 artikelen in de diverse vaktijdschriften, meestal over thema's binnen de getaltheorie. Daarbij sprong zijn bijdrage Über eine neue Begründung der Theorie der algebraïschen Zahlen uit het jaar 1899 eruit. In dit artikel introduceerde Hensel, na in 1897 al twee voorbereidende artikelen te hebben gepubliceerd, het concept van de p-adische getallen voor het eerst in uitgewerkte vorm.
Verder gaf hij in de jaren van 1895 tot 1903 en 1929/1930 de verzamelde werken en colleges van zijn leermeester Kronecker uit. Daarnaast was hij van 1903 tot 1936 uitgever van het toentertijd meest gerenommeerde wiskundige tijdschrift, het Journal für die reine und angewandte Mathematik (Journaal voor de pure en toegepaste wiskunde).
Naar Hensel zijn het lemma van Hensel en de Hensel-ring genoemd.

### Boeken
- (de)  Theorie der algebraïschen Funktionen einer Variabeln und ihre Anwendung auf algebraïsche Kurven und Abelsche Integrale (Theorie van de algebraïsche functies van een variabele en de toepassing op algebraïsche krommen en Abelse integralen) (samen met Georg Landsberg), Teubner, Leipzig 1902
- (de)  Theorie der algebraïschen Zahlen (Theorie van de algebraïsche getallen), Teubner, Leipzig 1908
- (de)  Zahlentheorie (Getaltheorie), Göschen, Berlin/Leipzig 1913